# Ilona und Kurti
Ilona und Kurti ist ein 1990 entstandener österreichischer Spielfilm von Reinhard Schwabenitzky mit Elfi Eschke und Hanno Pöschl in den Hauptrollen. 

## Handlung
Die dominante Sybille Schneider und ihr Sohn Kurti, Typ Macho-Muttersöhnchen, meinen, eine geniale Idee zu haben. Ihre Vermieterin Erna Hintermayer ist soeben verstorben und hat offensichtlich keinen Erben hinterlassen. Um Nägel mit Köpfen zu machen und sich das Mietshaus unter den Nagel zu reißen, gibt Mutter Schneider die moribunde Vermieterin und diktiert auf dem Sterbebett kurzerhand ein „Testament“, das sie und Kurti als Universalerben einsetzt. Plötzlich aber taucht im beschaulichen Salzburg eine junge Frau auf, die Ansprüche erhebt: sie heißt Ilona, ist Moslem, trägt ständig ein Kopftuch und kommt irgendwo aus dem tiefsten Südosten Europas. Auf jeden Fall stellt sie sich als unehelicher „Fehltritt“ der Toten heraus und ist nicht bereit, sich von den beiden österreichischen Schlitzohren für dumm verkaufen zu lassen. 
Plötzlich taucht auch noch der Gerichtsvollzieher Wondracek auf, der ebenfalls ahnt, dass hier nicht alles rechtens ist, und verlangt eine Beteiligung am Erbe, sonst werde er an die Öffentlichkeit gehen. Dann beginnen auch noch Mama und Kurti Schneider die rechtmäßige Erbin auf sehr plumpe Weise zu bestechen. In dieser Gemengelage von Falschheit, Lug, Betrug und Gier kommen sich Mamas Liebling Kurti und Ilona, dieser mohammedanische „Eindringling“ in die angebliche wohlanständige österreichische Gutbürgerlichkeit, menschlich näher. Ilona erlernt langsam die deutsche Sprache, und Kurti trennt sich allmählich erst von seinen Vorurteilen und dann auch noch von Mamas Drangsalierungen und Einflüsterungen bis schließlich, ganz zum Verdruss der mütterlichen Erbschleicherin, das Happyend zwischen Ilona und Kurti naht.

## Produktionsnotizen
Ilona und Kurti, in Deutschland unter dem vom Macher Schwabenitzky wegen seiner verfälschenden Primitivität heftig kritisierten Titel Deutsches Mann geil! vertrieben, entstand im Herbst 1990 in Salzburg im Rahmen einer Film-Fernseh-Kollaboration und wurde am 18. April 1991 uraufgeführt. Die Deutschland-Premiere fand am 12. Dezember desselben Jahres statt.

## Kritiken
In der taz war am 5. Dezember 1991 zu lesen: “Es beginnt als Krimi, entpuppt sich als Komödie, um schließlich als Schwiegermutterklamotte zu verenden. Reinhard Schwabenitzky hat eine Komödie gedreht, die kaum eine Bösartigkeit des deutschen [sic!] Spießers ausläßt. Aber dann hat er sich doch nicht getraut. (…) Die bis dahin scharfsinnige und deshalb komische Beschreibung der ganz normalen Unfähigkeit, einen Ausländer als Menschen wahrzunehmen, gerät zum „Emanzipationskampf“ gegen die herrische Mutter. Unvermittelt findet man sich in einer Peter-Alexander-Schwiegermutter-Klamotte der fünfziger Jahren wieder. Fazit: Nicht der deutsche [sic!] Spießbürger ist ausländerfeindlich. Nur seine Mutter.”

„Eine Satire, die treffsicher rassistischen Dünkel und Fremdenhaß angreift, aber durch einseitige Verzerrung die Wirkung gegen Vorurteile mindert.“